# Kakadu arový
Kakadu arový (Probosciger aterrimus), též kakadu palmový, je velký papoušek z čeledi kakaduovitých, který se vyskytuje na Nové Guineji, přilehlých novoguinejských ostrovech a v severní části Yorského poloostrova. Řadí se do monotypického rodu Probosciger. Typickým znakem druhu je mohutná velikost, výrazná chocholka a neopeřené karmínové líce.

## Systematika

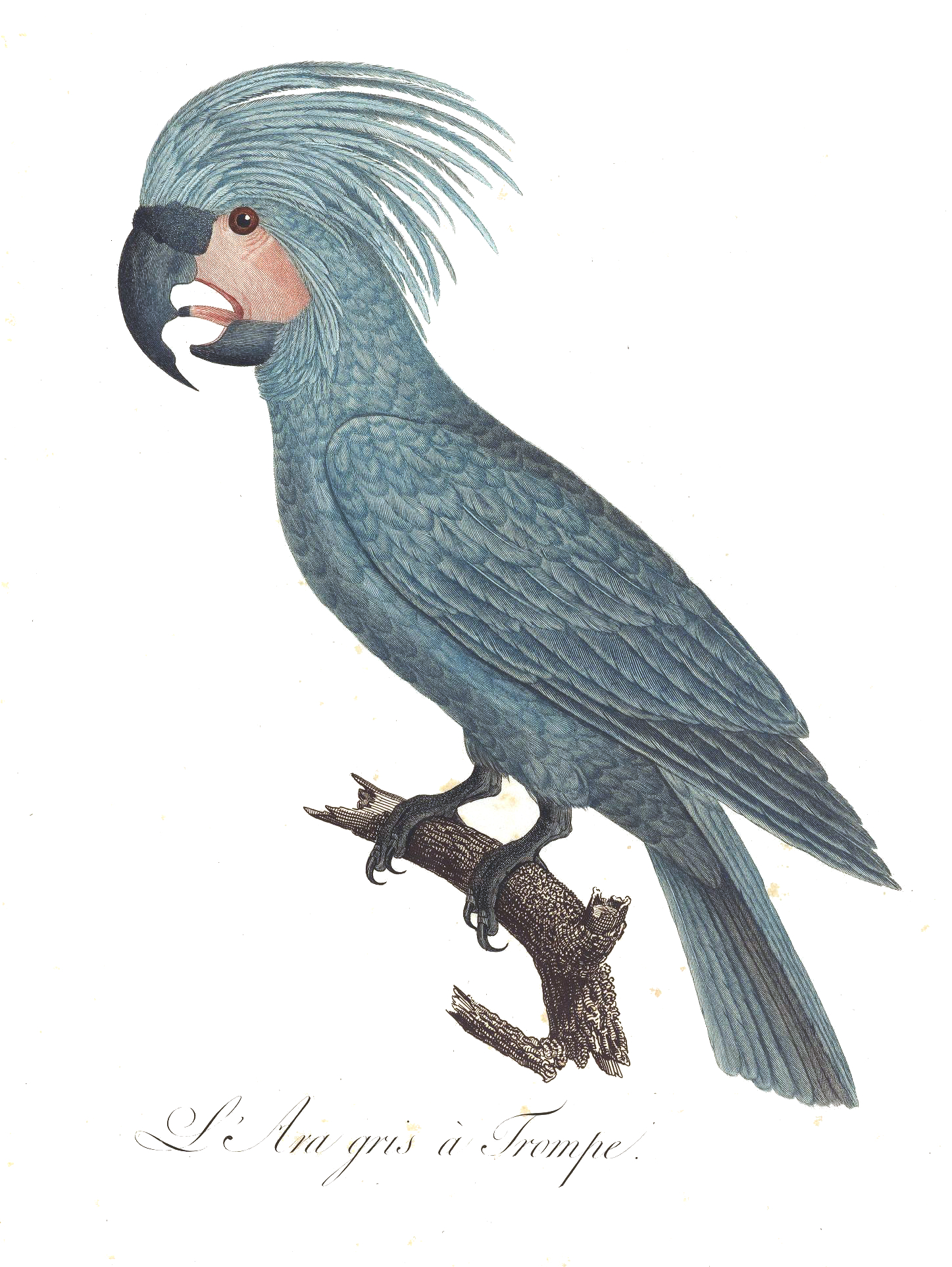
Ilustrace kakadua arového (Jacques Barraband, 1801)

Druh formálně popsal německý přírodovědec Johann Friedrich Gmelin v roce 1788 v jím revidované a rozšířené verzi Systema naturae, jejímž původním autorem byl Carl Linné. Gmelin druh zařadil do rodu Psittacus a vytvořil vědecké jméno Psittacus aterrimus. Gmelin svůj popis založil na „černém kakaduovi“, který popsal a ilustroval anglický přírodovědec George Edwards v roce 1764. Edwards měl k dispozici nákres kakadua arového od šrílanského umělce jménem Pieter Cornelis de Bevere, který Edwardsovi poskytl nizozemský sběratel Joan Gideon Loten. Původní nákres od de Bevera je uložen v Přírodopisném muzeu v Londýně.
Kakadu arový představuje jediného zástupce rodu Probosciger, který vytyčil německý přírodovědec Heinrich Kuhl v roce 1820. Jméno rodu je kombinací latinského proboscis („čumák“) a -ger („plačící“). Druhové jméno aterrimus pochází z moderní latiny, ve které znamená „velice černý“ (ater = „černý“). Kakadu arový bývá řazen do podčeledi Cacatuinae. Vyskytuje se ve čtyřech poddruzích s tímto rozšířením:
- Probosciger aterrimus aterrimus (Gmelin, 1788) – Aruské ostrovy.
- Probosciger aterrimus goliath (Kuhl, 1820) – ostrovy Rádža Ampat, Ptačí hlava a západní, střední, a jihovýchodní Nová Guinea.
- Probosciger aterrimus macgillivrayi (Mathews, 1912) – jižní Nová Guinea a sever Yorského poloostrova.
- Probosciger aterrimus stenolophus (Oort, 1911) – Yepen a severní a východní Nová Guinea.

Genetická studie z roku 2007 nicméně nenašla podporu pro takovéto rozdělení a za relativně samostatnou linii považovala pouze kakaduy ze západu Nové Guiney.

## Popis
Kakadu arový dorůstá do délky 51–64 cm a jeho hmotnost se pohybuje kolem 850 g. Je celý černý nebo šedý s neopeřenými karmínovými tvářemi, jejichž zbarvení se v případě rozrušení mění na černé. Jeho dalším výrazným znakem je roztažitelná chocholka na hlavě a velmi silný zobák, který patří k největším mezi papoušky a který mu umožňuje rozlouskávat i tvrdé skořápky ořechů a některých semen, které jsou jinak ostatním ptákům nepřístupné.

## Výskyt
Obývá tropické deštné lesy na Nové Guineji a v severním Queenslandu v Austrálii (Yorský poloostrov). Na Nové Guineji se nejčastěji vyskytuje v nížinách do 750 m n. m., občas vystoupá až do 1300 m.

## Biologie
Vyskytuje se samostatně, v páru nebo v menších hejnech. Let je těžkopádný s pomalým máváním křídly. V letu je zobák přitlačen k hrudi, avšak kakadu jej nemůže zavřít kvůli úhlu, jaký čelisti svírají. Hlasový projev zahrnuje trylkovací pisklavý zvuk, který představuje kontaktní volání. Živí se semeny, ořechy, pupeny a ovocem včetně bobulí. Potravu sbírá v korunách stromů nebo na zemi.

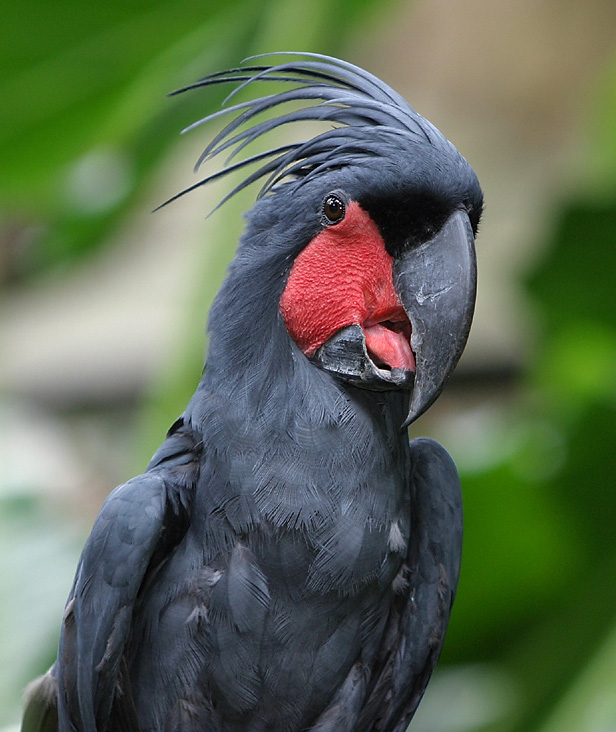
Kakadu arový

Podle nepřímých důkazů se kakadu arový v australských zoo dožil 80–90 let, nejdéle žijící potvrzený věk nastal u jedince z londýnské zoo, který se dožil 56 let.

### Hnízdění
Hnízdí v přirozených dutinách vzrostlých stromů. V Austrálii nejčastěji hnízdil v dutinách blahovičníků Eucalyptus tetrodonta a vrcholné období kladení vajec připadalo na září. Dno dutiny bývá vystláno dřevěnými pilinami a zlomenými větvičkami, ze kterých si vytváří několik centimetrů až metr vysokou plošinku, jejímž cílem je patrně odvodnění hnízda v období dešťů. Stavba takovéto plošinky je v rámci kakaduovitých unikátní. Samice klade jedno oválné vejce o rozměrech cirka 47×37 mm. Inkubace trvá kolem 31–35 dní a zajišťuje ji pouze samice. Mláďata zůstávají na hnízdě 14–16 týdnů. To je vůbec nejdelší doba ze všech papoušků. Mláďata v tomto období vykrmují oba rodiče. Hnízdí jen jednou za rok, případně ještě méně. K zahnízdění může využít tu samou hnízdní dutinu, nebo se přestěhuje jinde. Kakadu arový ročně klade jen jedno vejce a má zároveň i jednu z nejnižších mír úspěšnosti vyhnízdění mezi papoušky.

## Vztah k lidem

### Ohrožení
Je výrazně ohrožován ztrátou svého přirozeného biotopu. V Austrálii se biotop druhu zmenšuje následkem pálení lesů a také jejich kácením, ke kterému dochází kvůli těžbě bauxitu. Na Nové Guineji zase dochází ke kácení lesů z důvody expanze měst a plantáží. Na Nové Guineji je kakadu navíc loven. Ke snížení populací kakadua arového napomáhá i celosvětový dovoz do zajetí, kde je populární díky svému neobvyklému vzhledu. Mezinárodní svaz ochrany přírody hodnotí kakadua arového jako téměř ohrožený druh. Je chráněn v rámci CITES.

### Chov

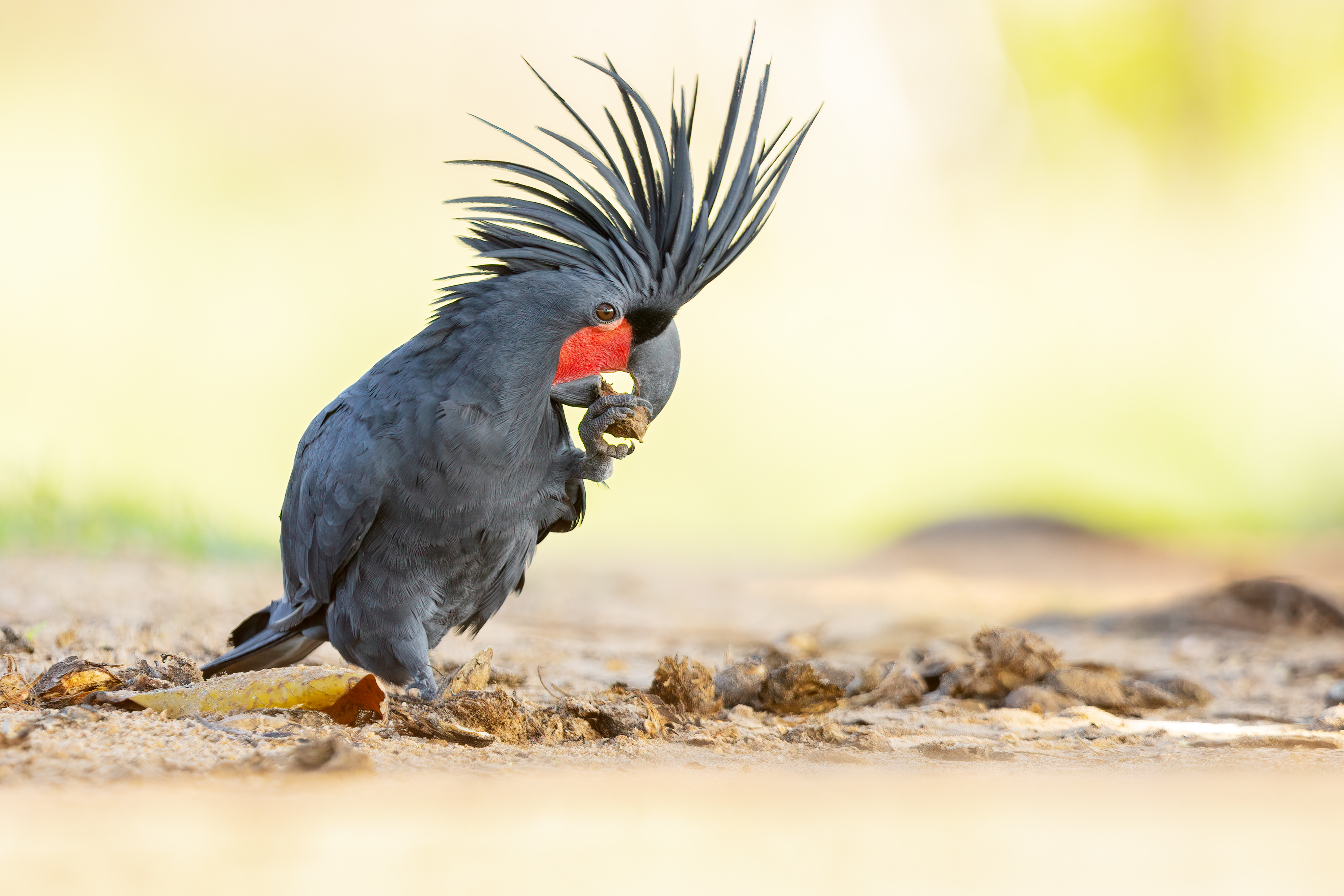
Kakadu arový (Lockhart River, Queensland)

Tento druh je chován v desítkách evropských zoo. Je chován i v pěti českých zoologických zahradách:
- Zoo Brno
- Zoo Jihlava
- Zoo Ostrava
- Zoo Praha
- Zoo Ústí nad Labem – v zázemí[17]

Dříve byl chován také v Zoo Liberec.

#### Zoo Praha
Počátek chovu v Zoo Praha se datuje do roku 1995, toho do dnešní doby kontinuálního pak v roce 2008. Tehdy první jedince získala zahrada díky zabavení těchto zvířat pašerákům. V roce 2013 se chovatelé snažili mládě narozené 1. října u nezkušených rodičů alespoň uměle odchovat. Odchov se sice úspěšně podařil. Neočekávaně ale na následky vrozené vady ledvin v lednu 2014 uhynulo. V roce 2014 se narodila další dvě mláďata – 19. června (samec) a 21. října 2014 (samice). Ta se podařilo úspěšně odchovat, přičemž se jednalo o jediné úspěšné odchovy tohoto druhu v evropských zoo za předchozí tři roky. V roce 2017 se podařilo odchovat samičku, která se vylíhla 20. dubna po 29 dnech inkubace. Úspěch je o to větší, že se jedná o první přirozený odchov v rámci Unie českých a slovenských zoo a zároveň jediné v Evropě odchované mládě za rok 2017. Na konci roku 2017 byli chováni čtyři samci a pět samic, tedy devět jedinců, což je stejný počet jako ve všech zbylých čtyřech českých zoo chovajících tento druh. V průběhu roku 2018 bylo odchováno jedno mládě (samice). Ke konci roku 2018 tak bylo chováno deset jedinců (čtyři samci a šest samic). V srpnu 2019 se vylíhlo další mládě. Kakadu palmoví žijí v pražské zoo v zázemí, ale jedinci odchovaní v Zoo Praha jsou od září 2019 vystaveni v jedné z průchozích expozic Rákosova pavilonu pro exotické ptáky.